# BBC Falco Gent
BBC Falco Gent is een Belgische basketbalploeg uit Gent.

## Geschiedenis
De club werd in 1965 opgericht als BBC Falco Sint-Amandsberg op het Sint-Jan Berchmanscollege. De ploeg startte destijds in derde provinciale en eindigde als vijfde, na een tweede plaats het seizoen erop werd in hun derde seizoen ongeslagen promotie afgedwongen naar tweede provinciale. Na vier seizoenen in 2e provinciale werd er in 1971 promotie afgedwongen naar 1e provinciale.  
In 1982 volgde opnieuw een kampioensviering en de promotie naar 4e nationale. In 1991 volgde een promotie naar 3e nationale waar ze achtereenvolgens 8e, 4e en 10e werden. In 1995 degradeerde de ploeg weer naar vierde nationale. In 1999 degradeerde de ploeg verder naar de provinciale reeksen. In 2006 promoveerde de club weer naar de nationale reeksen (3e en 4e klasse). In het seizoen 2013/14 speelde de club een seizoen in de tweede klasse maar degradeerde meteen terug.  
In 2022/23 werd Falco kampioen in Top Division Men 2B met slechts één nederlaag. In 2023 promoveerde de club naar de tweede klasse en speelde dat seizoen vice-kampioen in Top Division Men 1 onder leiding van coach Jeffrey Brown en assistent-coach Gunnar De Lepeleire. De finale van de play-offs werd in een best-of-three met 2-0 verloren van LDP Donza.  

## Erelijst
- Kampioen 3e provinciale: 1968
- Kampioen 2e provinciale: 1971
- Kampioen 1e provinciale: 1982
- Kampioen 4e nationale: 1991
- Kampioen 3e klasse: 2023

## Coaches
| Jaar      | Coach            |
| --------- | ---------------- |
|           | Dirk Dewaelle    |
| 2012-2015 | Olivier Foucart  |
| 2015-2022 | Dimitri Ongenaet |
| 2022-     | Jeffrey Brown    |

## Bekende (oud-)spelers
| - Kristof Ongenaet - Olivier Foucart - Thomas Foucart - Wouter Willems - Glenn Temmerman | - Kenneth Desloovere - Salim Kediambiko - Niels Foerts - Ozzy Massey - Jasper Ünal | - Milan De Clercq - Thibaut Platteeuw - Viktor Buysse - Thibaut Tshienda-Baloji |